# Maglica Plamen
NGC 2024 ili Maglica Plamen je difuzna maglica u  zviježđu Oriona. Udaljena je oko 1500 ly.
Izvor sjaja maglice je sjajna zvijezda Alnitak (ζOri), najistočnija u Orionovom pojasu. Alnitak je snažan izvor zračenja u ultraljubičastom dijelu spektra. Ovo zračenje izbija elektrone iz velikih oblaka vodika koji čine maglice. Sjaja maglice dolazi od zračenja do kojeg dolazi zbog rekombinacije elektrona i protona. Nekoliko oblaka vodika nalaze se između nas i ovog oblaka i oni se vide kao mreža tamnih silueta u središnjem dijelu maglice.
Maglica Plamen u središtu ima zvijezde stare oko 200.000 godina, dok su one na rubovima drevnije - one svemirom putuju već 1.5 milijuna godina.
Maglica je dio kompleksa molekularnih oblaka u Orionu , regije u kojoj se stvaraju zvijezde,koja uključuje i poznatu maglicu Konjsku glavu.

## Vanjske poveznice
- NGC 2024 at Astrophotography  Arhivirana inačica izvorne stranice od 31. siječnja 2011. (Wayback Machine)